# Roger Combrisson
Roger Combrisson, né le 22 février 1922 au Châtelet-en-Brie et mort le 7 février 2008 à Corbeil-Essonnes, est un homme politique français. Membre du Parti communiste français, il fut député de la première circonscription de l’Essonne, conseiller général du canton de Corbeil et maire de Corbeil-Essonnes.

## Biographie

### Origines et vie familiale
Roger Combrisson naît le 22 février 1922 au Châtelet-en-Brie (Seine-et-Marne) dans une famille modeste. Son père est cheminot. En 1947, il épouse Denise Caen (1921-2006), postière avec qui il a deux enfants.

### Études et formation
Son souhait de devenir instituteur ne peut se réaliser par manque d'argent dans sa famille. Il trouve du travail aux PTT puis à la SNCF. Entré dans la clandestinité pour échapper au STO au printemps 1943, il est arrêté en octobre de cette même année, incarcéré à Chemnitz puis dans le camp de concentration de Flossenbürg.

### Carrière professionnelle
Roger Combrisson est à partir de 1947 employé comme chef de district à la SNCF où il était entré en 1945.

### Carrière politique
En 1936, il adhère aux Jeunesses communistes. En 1943, il s'engage dans l’Armée secrète en Maurienne, à partir de 1945 il adhère au Parti communiste français et à la Confédération générale du travail des cadres cheminots. Devenu secrétaire de la section PCF de Corbeil, il est élu conseiller municipal le 26 octobre 1947. Il devient maire de Corbeil-Essonnes en 1959 et conserve ce mandat jusqu’en 1992. Lors des élections législatives de 1962, il échoue dans sa conquête de la treizième circonscription de Seine-et-Oise avec 45,69 % face au maire UNR de Montgeron Armand Cachat. De 1964 à 1967, il est conseiller général du canton de Corbeil alors dans l’ancien département de Seine-et-Oise, il conserve son mandat dans le nouveau département de l’Essonne jusqu’en 1976 puis le retrouve entre 1985 et 1992. Il est aussi élu député de la première circonscription de l'Essonne entre 1967 et 1968, entre 1973 et 1981 et entre 1986 et 1988.

### Mort et hommage
Il meurt le 7 février 2008 à l'hôpital Gilles de Corbeil dans sa commune sans avoir voulu d'obsèques, ayant légué son corps à la science. Le 23 février 2008, un hommage lui est rendu par Serge Dassault, sénateur-maire de Corbeil-Essonnes, Manuel Valls, député-maire d’Évry, Michel Berson, président du conseil général de l'Essonne et le maire de la ville jumelle Sindelfingen sur le parvis de l'hôtel de ville de Corbeil-Essonnes devant 1 500 personnes.

## Synthèse des fonctions politiques

### Mandats nationaux

#### Député de la1recirconscriptionde l’Essonne
Roger Combrisson est élu le 12 mars 1967 avec 52,40 % des suffrages pour la IIIe législature dans le nouveau département de l’Essonne jusqu’à la dissolution de l’Assemblée nationale par le président Charles de Gaulle, entraînant le basculement de la circonscription au profit du candidat de l’UDR Jean-Claude Fortuit. Il retrouve son siège le 11 mars 1973 avec 52,31 % des voix pour la Ve législature et le conserve pour la VIe avec 52,47 % des voix face à Serge Dassault jusqu’à la vague rose de 1981 où il se désiste en faveur de Michel Berson. Il est à nouveau élu le 16 mars 1986 pour la VIIIe législature jusqu’à la nouvelle dissolution de 1988.
Le 21 décembre 1976, il est parmi les députés qui saisissent le conseil constitutionnel contre la loi autorisant la visite des véhicules en vue de la recherche et de la prévention des infractions pénales. Le 30 juin 1980, il participe à la saisine du même conseil contre la loi portant validation d'actes administratifs.

### Mandats locaux

#### Conseiller général du canton de Corbeil
Roger Combrisson est élu conseiller général du canton de Corbeil, alors dans le département de Seine-et-Oise le 15 mars 1964. Transféré au nouveau département de l'Essonne, il est réélu aux cantonales de 1970 et conserve son mandat jusqu’en 1976. En 1985, le canton est scindé en deux, Roger Combrisson retrouve son mandat de conseiller général sur le canton de Corbeil-Essonnes-Ouest avec 56,23 % des voix jusqu’au élections de 1992.

#### Maire de Corbeil-Essonnes
Roger Combrisson est élu maire de Corbeil-Essonnes le 15 mars 1959 sur une liste d’« union républicaine et laïque » avec 39,41 % des voix au premier tour et 44,74 % au second. En 1965 il est réélu avec 67,37 % des suffrages, en 1971 avec 69,05 % des voix, en 1977 avec 65,17 % des voix, en 1983 avec 52,97 % des voix, en 1989 avec 55,1 % des voix. Il conserve ce mandat jusqu’au 23 mai 1992 où il cède son siège à son adjointe Marie-Anne Lesage, avant l'élection de Serge Dassault le 11 juin 1995.
Durant son mandat de maire, il réalise notamment le centre de protection maternelle et infantile, le centre de loisirs de Robinson, le conservatoire municipal de musique, la première crèche municipale, la Maison des jeunes et de la culture Fernand Léger, la piscine, le palais des sports, le premier funérarium de France, le nouvel hôpital, la médiathèque. Il est aussi à l'origine de la construction des grands ensembles des Tarterêts et de Montconseil,. Il s'emploie aussi à « défendre » sa commune contre l'importance grandissante de la préfecture et ville nouvelle voisine, Évry.

## Décorations et récompenses
Roger Combrisson est nommé chevalier de la Légion d'honneur le 1er janvier 1995 sur les quotas du ministère de l'Intérieur.

## Sources
1. 1 2 3 4 5  Carnet du 14 février 2008 sur le site de l'Humanité. Consulté le 11/02/2010.
2. 1 2  Sylvie Contrepois, « COMBRISSON Roger », sur Le Maitron.
3. 1 2 3 4 5 6 7 8  Notice de Roger Combrisson sur le site d'histoire locale corbeil.essonnes.free.fr Consulté le 11/02/2010.
4. ↑  Billet sur l'hommage à Roger Combrisson sur le blog de Pascale Prigent. Consulté le 11/02/2010.
5. ↑  Vidéo de l'hommage à Roger Combrisson le 23 février 2008 à Corbeil-Essonnes sur le site de partage dailymotion.com Consulté le 11/02/2010.
6. ↑  Fiche de Roger Combrisson pour la IIIe législature sur le site officiel de l'Assemblée nationale. Consulté le 11/02/2010.
7. ↑  Fiche de Roger Combrisson pour la Ve législature sur le site officiel de l'Assemblée nationale. Consulté le 11/02/2010.
8. ↑  Fiche de Roger Combrisson pour la VIe législature sur le site officiel de l'Assemblée nationale. Consulté le 11/02/2010.
9. ↑  Fiche de Roger Combrisson pour la VIIIe législature sur le site officiel de l'Assemblée nationale. Consulté le 11/02/2010.
10. ↑  Décision no 76-75 DC du 12 janvier 1977 sur le site officiel du conseil constitutionnel. Consulté le 11/02/2010.
11. ↑  Décision no 80-119 DC du 22 juillet 1980 sur le site lexinter. Consulté le 11/02/2010.
12. ↑  Liste des maires de Corbeil-Essonnes sur la base de données mairesgenweb. Consulté le 11/02/2010.
13. ↑  Hommage à Roger Combrisson sur le site officiel de la commune de Corbeil-Essonnes. Consulté le 11/02/2010.
14. ↑  Article L'ancien maire Roger Combrisson est mort  d'Agnès Vives du 9 février 2008 sur le site leparisien.fr Consulté le 11/02/2010.
15. ↑  Journal officiel no 1 du 1er janvier 1995 sur le site legifrance.gouv.fr Consulté le 11/02/2010.